# La Légende de Songoku
Autre
La Légende de Songoku (ぼくのそんごくう, Boku no Songoku) est un shōnen manga d'Osamu Tezuka prépublié dans le magazine Manga-ō de l'éditeur Akita Shoten entre février 1952 et mars 1959, puis publié en trois volumes reliés qui sortent entre septembre 1953 et juillet 1957 puis en quatre volumes au format bunko en 2001. La version française a été éditée par Akata en quatre volumes qui sortent entre février 2007 et janvier 2008.
Le manga est adapté d'un classique de la littérature chinoise de la fin du XVIe siècle, La Pérégrination vers l'Ouest de Wu Cheng'en.
Le manga est adapté au cinéma en 1960 sous le titre d'Alakazam, le petit Hercule (Saiyūki), premier long-métrage d'animation de Tezuka, puis en série animée sous le titre Goku no daibōken en 1969.

## Synopsis
Il y a 2000 ans, un singe doré est né d'une pierre au sommet du mont Kakazan dans l'arrière-pays chinois. Ce singe était intelligent et courageux, et est finalement devenu un disciple d'un ermite et a appris la magie. Cependant, parce qu'il a eu une grosse tempête au paradis, il a été piégé dans une prison rocheuse par Shaka-sama.
Cinq cents ans plus tard, un grand moine, Sanzo, venu à Tianzhu (Inde) de la dynastie Tang pour recevoir un précieux sutra sur ordre du roi, passa devant la prison du rocher. Le singe aidé par Sanzo s'appelle Son Goku et ira en Inde avec Sanzo.
En chemin, Goku se bat contre le youkai au visage de porc Zhu Bajie et le kappa youkai Sha Seng, qui deviennent également les serviteurs de Sanzo. Sanzou et les trois serviteurs qui utilisent la magie continueront leur étrange et étonnant voyage.

## Manga
Initialement publié chez Akita Shoten, le manga est réédité par Kōdansha dans la collection des Œuvres complètes de Tezuka en huit volumes reliés qui sortent entre juin 1977 et juillet 1980 puis réédité en trois volumes sous le format bunko en 2010.

### Liste des volumes
| no | Japonais         | Japonais          | Français          | Français          |
| no | Date de sortie   | ISBN              | Date de sortie    | ISBN              |
| --- | ---------------- | ----------------- | ----------------- | ----------------- |
| 1 | 9 mars 2001      | 978-4-253-17617-0 | 7 février 2007    | 978-2-7560-0730-4 |
| Liste des chapitres : - 1er épisode : Comment Songoku naquit d'un roc - 2e épisode : Où trois poils sur le caillou manquent à Sangoku pour en faire un homme - 3e épisode : La sucette du général Bonbon est un bâton magique - 4e épisode : "Sport et l'impôt-cible cesse à suppositoire !" - 5e épisode : Où Songoku et Sanzô reçoivent la visite d'un cochon - 6e épisode : Le grand roi du Vent Jaune de la grotte du Vent Jaune sur le mont du Vent Jaune - 7e épisode : Bonzes bons comme le bon pain mettent le feu au temple, mais à quoi bon ? - 8e épisode : Où nos amis trouvent d'appétissants fruits magiques - 9e épisode : L'illusoire désir d'être bien habillé - 10e épisode : La bataille de la Montagne de Feu - 11e épisode : Où nos amis se font posséder par un renard |                  |                   |                   |                   |
| 2 | 10 mai 2001      | 978-4-253-17618-7 | 16 mai 2007       | 978-2-7560-0731-1 |
| Liste des chapitres : - 12e épisode : Même les monstres ont des amis - 13e épisode : La viande se conserve mieux au frais - 14e épisode : Ogres et chats maléfiques, célèbres spécialités du Japon - 15e épisode : À quoi ça sert, un Bonze, à part faire le bon ? - 16e épisode : Rien n'arrête les jeunes ! - 17e épisode : Le bambin qui aimait la bombe - 18e épisode : Le gendre de l'araignée - 19e épisode : Le fantôme qui avait des pieds au pays du coq et du corbeau - 20e épisode : La friandise favorite du grand roi d'inspiration |                  |                   |                   |                   |
| 3 | 10 juillet 2001  | 978-4-253-17619-4 | 19 septembre 2007 | 978-2-7560-0732-8 |
| Liste des chapitres : - 21e épisode : Où le bonze Sanzô a la tête comme une citrouille - 22e épisode : Où Songoku rencontre l'esprit du cyprès, du saule et de l'orme - 23e épisode : Où Sanzo et sa troupe arrivent dans le pays qui déteste les B... - 24e épisode : Où Songoku défait les trois démons de la Crête aux fougères - 25e épisode : Où nos amis apprennent l'histoire d'Uranium, le monstre langue de bœuf - 26e épisode : Où Songoku doit résoudre un test mental - 27e épisode : Le lion à neuf têtes - 28e épisode : Vendetta à la grotte du Lotus Boueux |                  |                   |                   |                   |
| 4 | 6 septembre 2001 | 978-4-253-17620-0 | 16 janvier 2008   | 978-2-7560-0733-5 |
| Liste des chapitres : - 29e épisode : Songoku et les douze voleurs - 30e épisode : Le grand roi Mirage - 31e épisode : Un cancre à l'école du mage Frigoli - 32e épisode : Le saint de la source des cinq esprits - 33e épisode : Les sept mystères du palais Ping Yao - 34e épisode : La grosse tête du Mont Empoisonné - 35e épisode : Sanzô Brynner - 36e épisode : Épilepchang, maître de Tao - Dernier épisode : Enfin l'Inde ! |                  |                   |                   |                   |

## Anime
Le manga est adapté en anime de 39 épisodes de 30 minutes sous le titre Goku no daibōken (悟空の大冒険, littéralement « Les aventures de Goku »). Réalisé par Mushi Production, le studio d'animation d'Osamu Tezuka, il est diffusé pour la première fois sur Fuji TV entre le 6 avril 1969 et le 28 septembre 1969.

### Fiche technique
- Titre : Goku no daibōken
- Titre anglais : Adventures of Goku
- Compositeur : Seichiro Uno
- Créateur original : Osamu Tezuka (manga)
- Character Design : Shigeru Yamamoto
- Directeur artistique : Shiro Fujimoto
- Directeur d'animation : Shigeru Yamamoto
- Directeur sonore : Yoshio Suzuki
- Directeur de la photographie : Akira Tsuchiya
- Producteur : Eichi Kawabata
- Assistant producteur : Atsushi Tomioka
- Production : Art Fresh, Fuji TV, Mushi Production
- Édition : Noriyoshi Matsuura
- Chanson thème : Young Fresh

### Doublage
| Personnages | Personnages | Voix japonaises  |
| ----------- | ----------- | ---------------- |
| Goku        | Goku        | Kazuko Ute       |
| Tatsuko     | Tatsuko     | Eiko Masuyama    |
| Hakkai      | Hakkai      | Junpei Takiguchi |
| Sagojo      | Sagojo      | Kinya Aikawa     |
| Sanzo       | Sanzo       | Nachi Nozawa     |

## Autres adaptations
En 2018 paraît dans le magazine japonais Tezucomi un one-shot spin-off dessiné par Kenny Ruiz.

### Édition japonaise
Akita Shoten (Bunko)
1. 1 2  (ja) « Tome 1 ».
2. 1 2  (ja) « Tome 2 ».
3. 1 2  (ja) « Tome 3 ».
4. 1 2  (ja) « Tome 4 ».

### Édition française
Akata
1. 1 2  (fr) « Tome 1 ».
2. 1 2  (fr) « Tome 2 ».
3. 1 2  (fr) « Tome 3 ».
4. 1 2  (fr) « Tome 4 ».